# A Damp Deed
A Damp Deed (o Look Before You Leap) è un cortometraggio muto del 1913 diretto da Hay Plumb.

## Trama
Un corteggiatore inscena il salvataggio dal fiume della ragazza per conquistarne il padre.

## Produzione
Il film fu prodotto dalla Hepworth.

## Distribuzione
Distribuito dalla Hepworth, il film - un cortometraggio di 130 metri - uscì nelle sale cinematografiche britanniche nel settembre 1913.
Fu distrutto nel 1924 dallo stesso produttore, Cecil M. Hepworth. Fallito, in gravissime difficoltà finanziarie, Hepworth pensò in questo modo di poter almeno recuperare il nitrato d'argento della pellicola.